# Karl-Liebknecht-Haus
La Karl-Liebknecht-Haus è un edificio storico situato fra Kleinen Alexanderstraße e Rosa-Luxemburg-Platz, nel distretto di Mitte, a Berlino. Oggi è la sede del partito politico di sinistra Die Linke.

## Storia
L'edificio fu costruito durante i primi anni 1910 e ospitava al suo interno una fabbrica. Nel novembre del 1926, la struttura venne acquisita dal Partito Comunista di Germania (KPD) e ribattezzata in onore all'ex leader comunista Karl Liebknecht. Oltre al quartier generale e il comitato centrale del partito, la Karl-Liebknecht-Haus ospitava anche la redazione del quotidiano comunista Die Rote Fahne, il comitato della Lega della Gioventù Comunista di Germania e una stamperia.

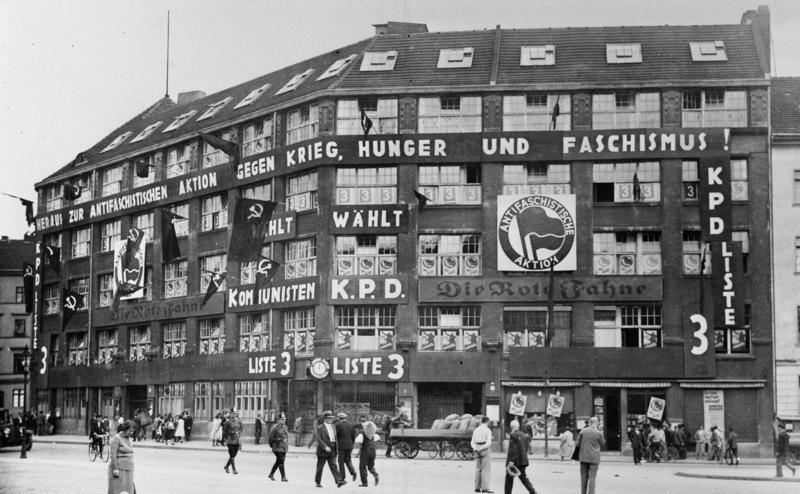
La Karl-Liebknecht-Haus durante le elezioni federali tedesche del luglio 1932

Quando i nazisti presero il potere l'8 marzo 1933, la SA si appropriò dell'edificio, lo ribattezzò "Horst-Wessel-Haus" e lo rese la sede della SA di Gau Berlin-Brandeburgo. Durante la seconda guerra mondiale, l'edificio venne in parte danneggiato.
Dopo essere stato confiscato dalle autorità sovietiche, l'edificio fu ristrutturato nel 1948 e divenne la sede del successore del KPD, il Partito Socialista Unificato di Germania. A partire dagli anni cinquanta, la Karl-Liebknecht-Haus ospitò la sede dell'Istituto dello studio del marxismo-leninismo della Repubblica Democratica Tedesca. Nel 1977 l'edificio divenne un monumento protetto. Nel 1990, dopo la riunificazione della Germania, la Karl-Liebknecht-Haus divenne la sede del Partito del Socialismo Democratico (PDS), che era nato dalle ceneri del SED. Nel 1995, l'appropriazione dell'edificio da parte del Partito Democratico fu criticata dalla Treuhandanstalt ("agenzia fiduciaria"). Dopo essere stato requisito dalla polizia, la struttura fu nuovamente ceduta al PDS. Dal 2007 la struttura accoglie la sede del Die Linke.